# Герслот
Герслот (нід. Gersloot) — село в нідерландській провінції Фрисландія. Входить до муніципалітету Геренвен.
Його площа становить 1,48км², а населення станом на 2021 рік складало 105 осіб.
Перша згадка про населений пункт датується 1281 роком.

## Галерея

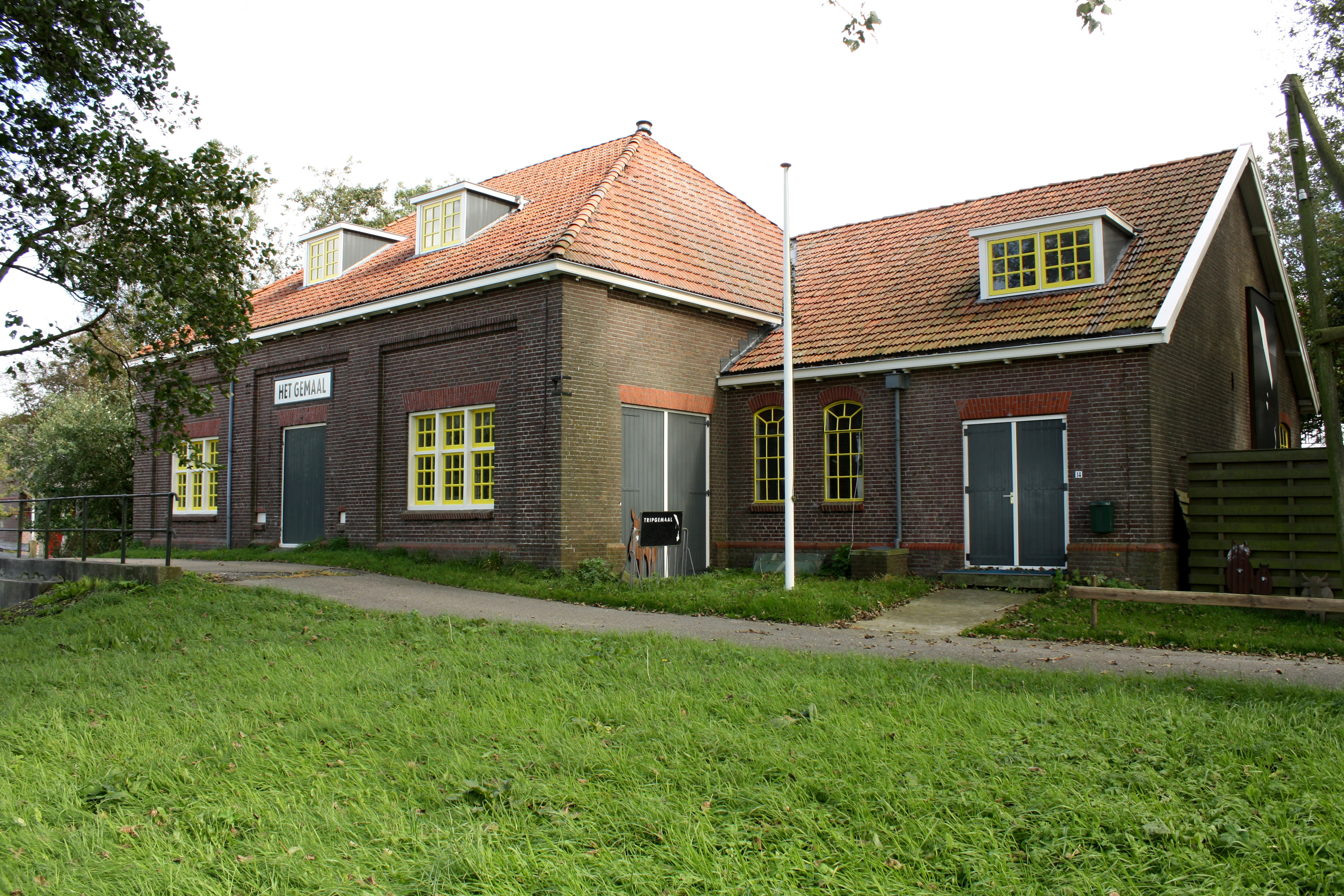
Насосна станція
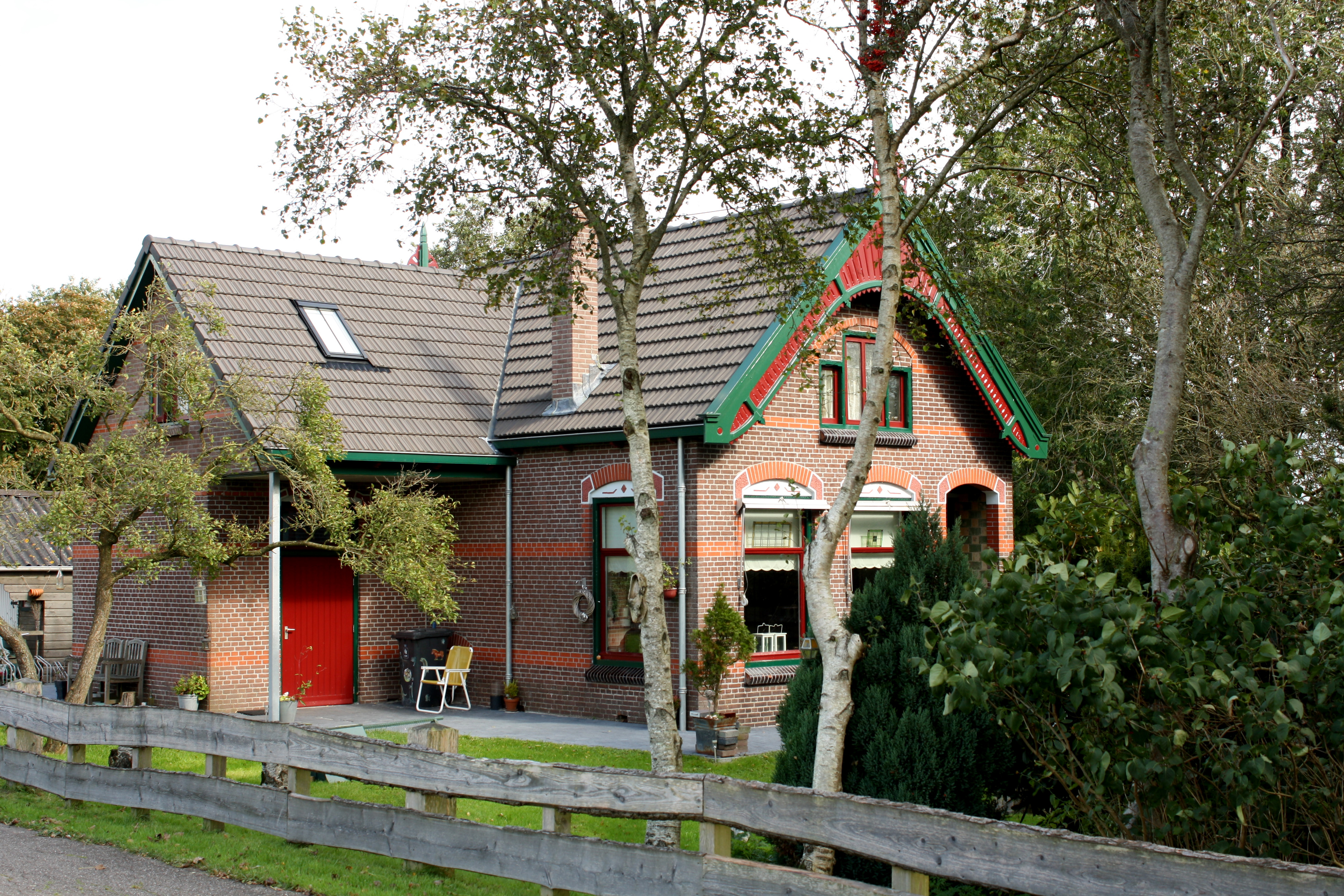
Сільський будинок